# William Plumer junior
William Plumer Jr. (* 9. Februar 1789 in Epping, Rockingham County, New Hampshire; † 18. September 1854 ebenda) war ein US-amerikanischer Politiker. Zwischen 1819 und 1825 vertrat er den Bundesstaat New Hampshire im US-Repräsentantenhaus.

## Werdegang
William Plumer war der Sohn von William Plumer (1759–1850), der zwischen 1802 und 1807 für New Hampshire im US-Senat saß und zwischen 1812 und 1819 zweimal Gouverneur dieses Staates war. Der jüngere Plumer besuchte die Phillips Exeter Academy und studierte anschließend bis 1809 an der Harvard University. Nach einem Jurastudium und seiner Zulassung als Rechtsanwalt begann er in seinem Heimatort Epping in seinem neuen Beruf zu praktizieren. In den Jahren 1816 und 1817 war er Bundesbeauftragter für die Kreditvergabe (Loan Commissioner) für den Staat New Hampshire.
Politisch war Plumer Mitglied der Demokratisch-Republikanischen Partei. Im Jahr 1818 wurde er in das Repräsentantenhaus von New Hampshire gewählt. Bei den Kongresswahlen des Jahres 1818, die staatsweit abgehalten wurden, wurde er für das sechste Abgeordnetenmandat von New Hampshire in das US-Repräsentantenhaus in Washington, D.C. gewählt, wo er am 4. März 1829 die Nachfolge von John Fabyan Parrott antrat. Nach zwei Wiederwahlen in den Jahren 1820 und 1822 konnte er bis zum 3. März 1825 drei zusammenhängende Legislaturperioden im Kongress absolvieren. Zwischen 1821 und 1823 war er Vorsitzender des Justizausschusses. Nach der Auflösung seiner Partei in den 1820er Jahren schloss sich Plumer der Fraktion von John Quincy Adams und Henry Clay an, die in Opposition zu Andrew Jackson stand.
Nach dem Ende seiner Zeit im Repräsentantenhaus saß Plumer von 1827 bis 1828 im Senat von New Hampshire. Im Jahr 1850 war er Mitglied einer Versammlung zur Überarbeitung der Verfassung seines Heimatstaates. Viele Jahre war Plumer Kurator der Nervenheilanstalt von New Hampshire sowie in der New Hampshire Historical Society aktiv. Im Ruhestand schrieb er einige Gedichte und eine Biographie seines Vaters. William Plumer starb am 18. September 1854 in Epping.